# Fichtenhammer

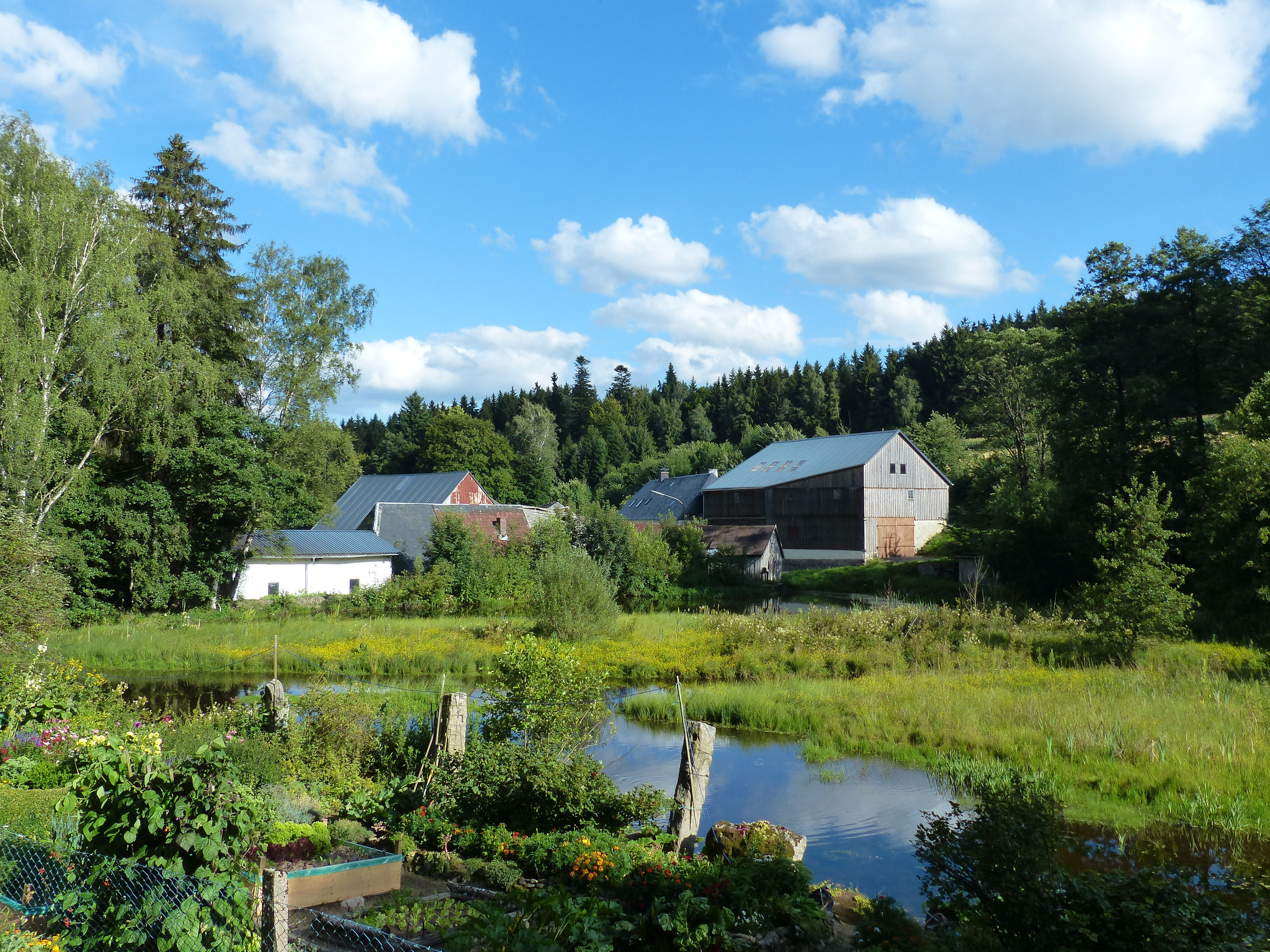
Ortsansicht

Fichtenhammer ist ein Gemeindeteil der Stadt Kirchenlamitz im Landkreis Wunsiedel im Fichtelgebirge (Oberfranken, Bayern).
Der Weiler liegt etwa 3,5 km südwestlich von Kirchenlamitz am nördlichen Waldrand des Buchbergs. Verbindungsstraßen führen in die Nachbarorte Reicholdsgrün, Großschloppen, Kleinschloppen und Lehsten. 
Der Ort wurde als „Lehstenhammer“ benannt nach dem 1498 erstmals urkundlich erwähnten Lehstenbach, der durch den Ort fließt. 
Der ehemalige Gemeindeteil von Reicholdsgrün wurde im Zuge der Gemeindegebietsreform 1978 zusammen mit seinem Hauptort in Kirchenlamitz eingegliedert.
Ein Bauernhof, ein Wohnstallhaus und eine ehemalige Mühle stehen unter Denkmalschutz.